# Sigüenza
41°04′16,16″B 2°38′35,56″T / 41,06667°B 2,63333°T

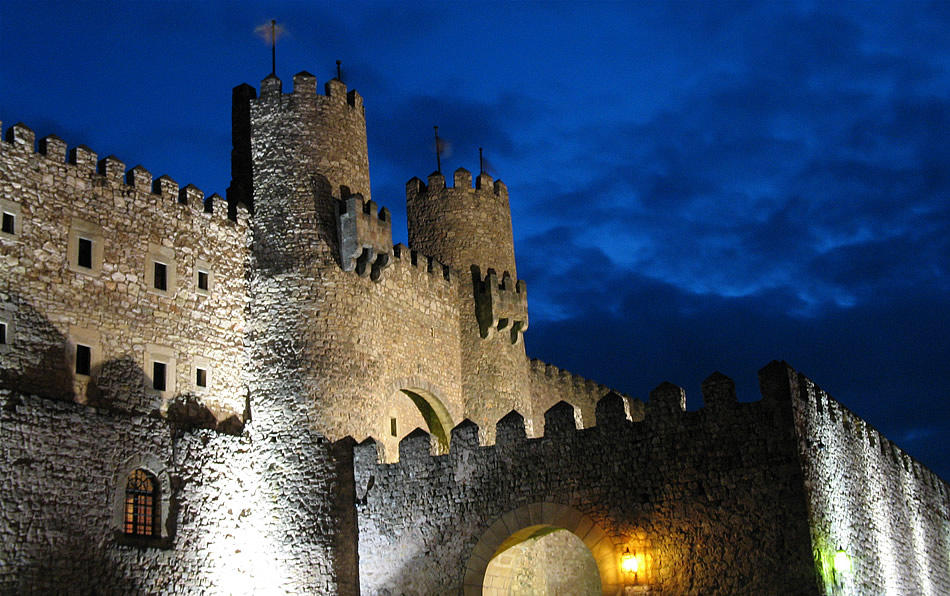
Lâu đài Sigüenza.

Sigüenza (Latin Segontia) là một đô thị trong tỉnh Guadalajara, Castile-La Mancha, Tây Ban Nha.